# Abbaye de Saint-Benoît-en-Woëvre
Pour les articles homonymes, voir Abbaye Saint-Benoît.
L'abbaye de Saint-Benoît-en-Woëvre, fondée en 1128, est un établissement cistercien. Active pendant six siècles et demi, l'abbaye fut l'une des quatre filiales de la Crête. Reconstruite en style classique au XVIIIe siècle à un emplacement décalé de l'original, elle fut fermée par la Révolution, mais ses bâtiments restèrent en relativement bon état jusqu'à la Première Guerre mondiale. Durant la bataille de Saint-Mihiel, l'édifice, utilisé comme poste de commandement allemand, est bombardé et rasé. Il n'en reste plus que la façade.

## Situation
L'abbaye de Saint-Benoît-en-Woëvre, identifiée aujourd'hui sur les cartes en tant que « château ruiné », est située à proximité immédiate du village de Saint-Benoît-en-Woëvre, au croisement des routes D901 et D904, à une demi-douzaine de kilomètres du centre de Vigneulles-lès-Hattonchâtel et à moins de deux kilomètres au nord de la LGV Est européenne. Le monastère est bâti dans la vallée peu marquée de l'Yron, à 228 mètres d'altitude environ. Le site est bordé par l'étang de Vigneulles au sud-ouest, et au nord par les étangs Belian, des Anceviennes, de Wendel et d'Afrique. Situé à la limite des départements de la Meuse et de la Moselle, l'abbaye était déjà positionnée aux frontières des évêchés de Verdun et de Metz lors de sa fondation,.

## Historique

### Fondation
L'abbaye de Saint-Benoît est fondée en 1128 grâce à un don d'Airard (ou Aderard), fils du comte Hugues de Rinel, ainsi que de sa femme dans la forêt de Richardménil. Le premier abbé se nomme Albert.
Comme son nom l'indique (les abbayes cisterciennes fondées au XIIe siècle, dans leur immense majorité, sont dédiées à Notre-Dame), Saint-Benoît n'était initialement pas cistercienne, mais bénédictine, et donc consacrée à Benoît de Nursie. Ce n'est qu'en 1132 qu'elle devient fille de la Crête, et donc de la filiation de Morimond. On ne sait pas si les moines en place partirent et furent remplacés, ou s'ils restèrent et changèrent d'ordre, avec un encadrement venu de La Crête. Ce qui est certain, c’est que l'abbaye est confirmée dans sa fondation et ses possessions par les évêques de Verdun et de Metz.
Par deux bulles pontificales du 13 novembre 1147 et du 23 décembre 1182, les papes Eugène III et Lucius III prennent l'abbaye sous leur protection et lui confirment la possession de ses biens. On apprend au travers de ces documents que l'abbé dirigeant l'abbaye en 1147 se nomme Lambaldus (Lambaud), et que lui succède, attesté en 1174 et 1182, un autre Lambaldus.

### Moyen Âge
Les étangs de la région sont l'œuvre des religieux ; ils transforment les marécages préexistants en pièces d'eau, drainant le territoire alentour. L'abbaye, enrichie par de nombreux dons et legs, s'étend sur de nombreux territoires où elle implante des granges ; outre ces établissements à vocation agricole, les moines construisent deux maisons de refuge (en cas de guerre) à Thiaucourt et Lachaussée.
Dès 1150 ou 1156, l'abbaye essaime en fondant une abbaye-fille, celle de Lisle-en-Barrois. À une date inconnue, profitant du désordre occasionné par la guerre, cette dernière passa dans la filiation directe de Morimond.
Il semble que du fait de son emplacement en Lorraine, et donc longtemps hors de portée du roi de France, l'abbaye de Saint-Benoît-en-Woëvre ne soit pas passée en commende lors du concordat de Bologne mais beaucoup plus tard, en 1746.

### La reconstruction auXVIIIesiècle
En 1630, Saint-Benoît compte neuf religieux. En 1680 outre l'abbé, nommé Michel Guiton (1674-1684), et le prieur l'abbaye ne compte que cinq moines ; en 1688, ce nombre est tombé à quatre dont seulement deux prêtres. L'abbé, semble-t-il régulier et non commendataire, ne réside pas à l'abbaye, mais à Metz où il mène longtemps une vie sans rapport avec son engagement religieux ; puis après une conversion personnelle, il se démet de sa fonction et termine sa vie comme simple moine à la Trappe. Ses successeurs sont Pierre Cuvier (1684-1692), René Josse (1692-1709), Jean de la Ruelle (1709-1735).
Jean de la Ruelle ayant réalisé de fructueux bénéfices, son successeur Jacques-François de Collenel (ou Colné) abandonne le site originel, jugé trop malsain, et fait construire en 1740 de nouveaux bâtiments sur le site actuel. Toutefois ces travaux sont trop ambitieux, et ils ruinent l'abbaye,. Le nouvel édifice ressemble plus à un palais qu'à une abbaye ; il comprend entre autres une salle de réception, assez luxueusement ornée, un billard ; peut-être même un petit théâtre. En revanche, il semble que le fonds constituant la bibliothèque soit assez pauvre.
La nouvelle église abbatiale mesure 148 pieds (cinquante mètres environ) de longueur et compte vingt-deux stalles, sans qu'on puisse affirmer qu'un nombre égal de religieux demeuraient à l'abbaye (En 1756, ils sont huit). Elle est éclairée de huit verrières hautes et est surmontée d'une coupole. Rien que le marbre ornant l'église avait coûté 5 500 livres.
Tout à la fin de l'Ancien Régime, en 1746, l'abbaye échoit par décision de Stanislas Leszczynski à Stanislas Alliot, premier et dernier abbé commendataire de Saint-Benoît, nommé à quinze ans ; ce dernier, sous la férule d'un père autoritaire, achève de ruiner l'abbaye. En 1776, il hypothèque la plus grande partie des biens pour faire face à ses dettes : le mobilier est saisi par les créanciers du monastère.

### Fermeture à la Révolution
À la Révolution, l'abbaye est fermée, les quatre moines restants chassés, l'église abbatiale détruite. L'architecte ayant réalisé l'inventaire, Jean-François Neveux, constate que de nombreuses « parties sont fort négligées parce qu'elles ne sont pas occupées ». Une partie du mobilier liturgique et décoratif de l'abbatiale est transporté à l'église Saint-Étienne de Saint-Mihiel. La vente de l'abbaye comme bien national rapporte 838 575 francs, sans compter les étangs, vendus pour plus de 250 000 francs. La plupart des acquéreurs sont des nobles des environs ; mais eux-mêmes sont chassés ou tués durant la Révolution ; l'abbaye échoit aux trois familles Arnould, Dégoutin et Mengin.

### La Première Guerre mondiale
Juste avant la guerre, les bâtiments, restaurés aux frais des propriétaires, sont classés monuments historiques le 3 mai 1913. Durant la bataille de Saint-Mihiel, l'ancienne abbaye est utilisée par l'armée allemande comme poste de commandement et comme hôpital de campagne. Elle est reprise lors d'une offensive par les Alliés, puis occupée par le commandement de la 24e division d'infanterie américaine. Les Allemands ayant été informés de cette occupation bombardent l'abbaye avec des obus incendiaires le 24 septembre 1918. Il n'en reste plus que la façade.

## Architecture et description
L’ancien couvent, bâti au XIIe siècle ne répondant plus aux exigences de la vie religieuse, l’abbé Jacques Collenel entreprend de le reconstruire à 300 pas. Commencés en 1740, les travaux n’étaient pas terminés en 1744. De riches sculptures ornaient la façade et le fronton des nouveaux édifices de style Renaissance. A l’intérieur on remarquait deux belles salles décorées de sculptures en plâtre et en bois. Il ne reste aujourd'hui de l'abbaye, près d'un croisement routier, que la façade principale de ce bâtiment conventuel construit en 1740.
La nouvelle église abbatiale, chef-d’œuvre Renaissance, est élevée en 1745. On y remarquait le maître-autel, le tabernacle et son retable, le trône de l’abbé, les peintures de la voûte, le mobilier de la sacristie et deux reliquaires, en forme de bras d’argent, contenant des reliques de saint Benoît et de saint Bernard. 

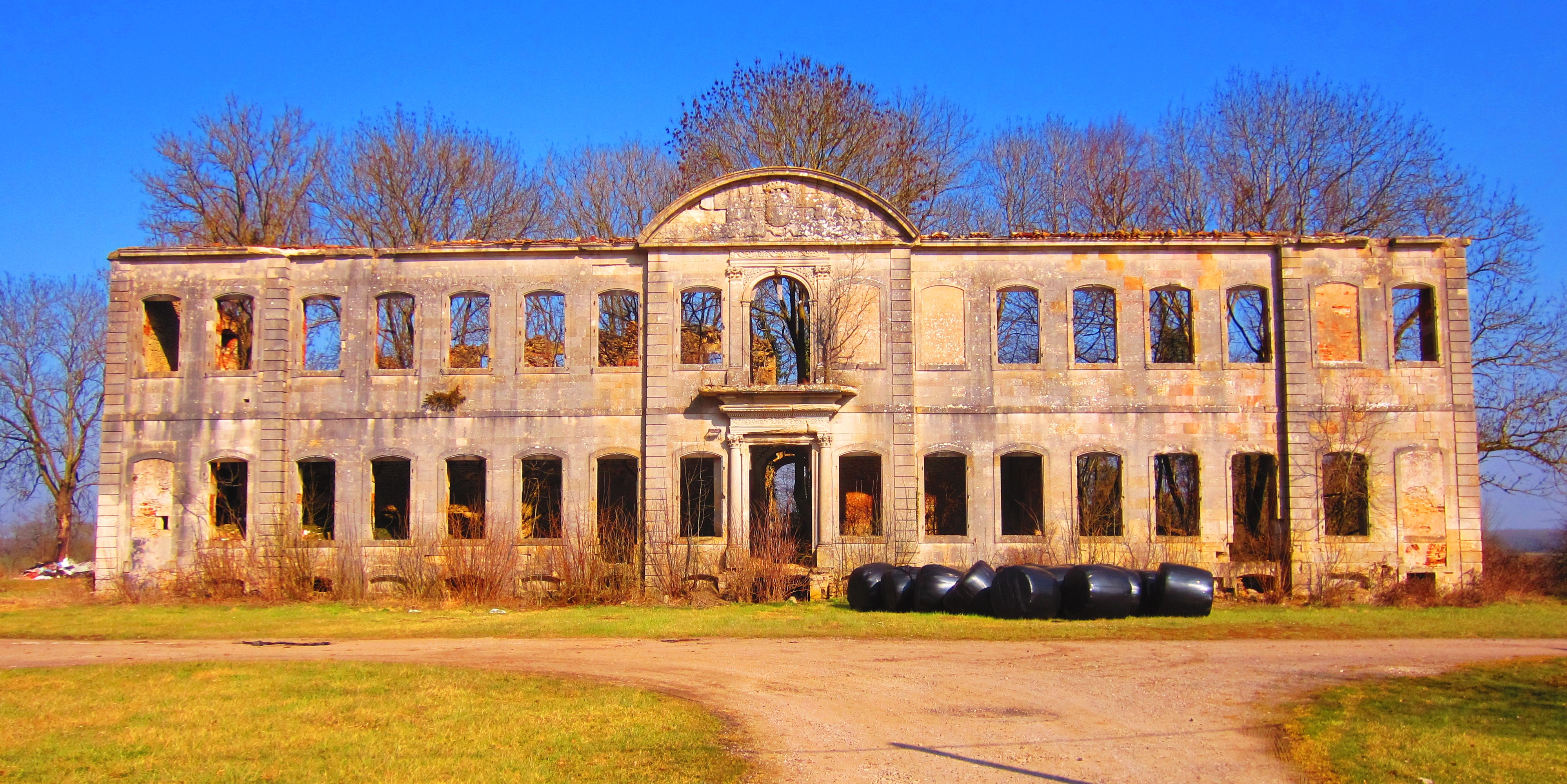
Palais abbatial.
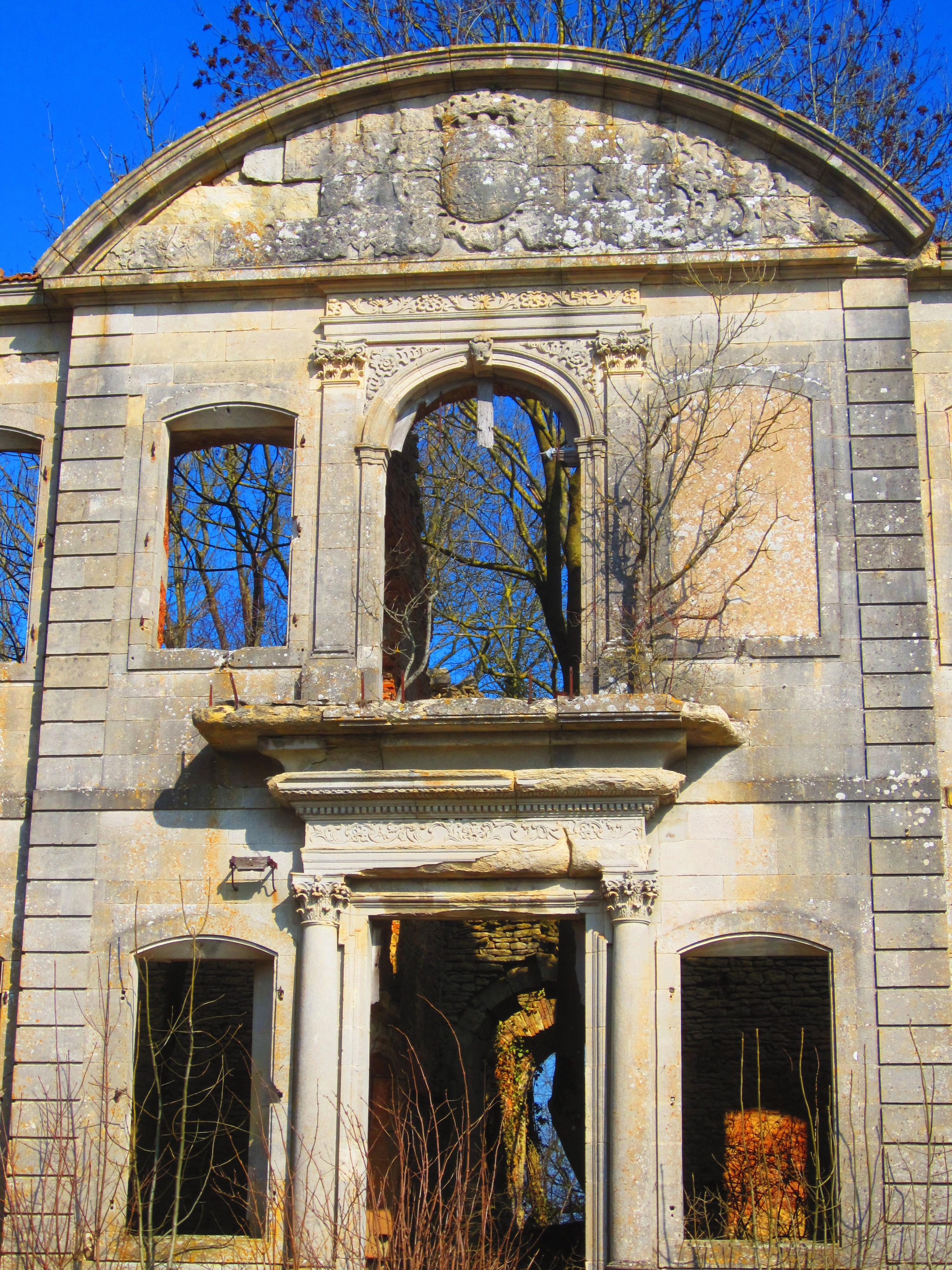
Façade.
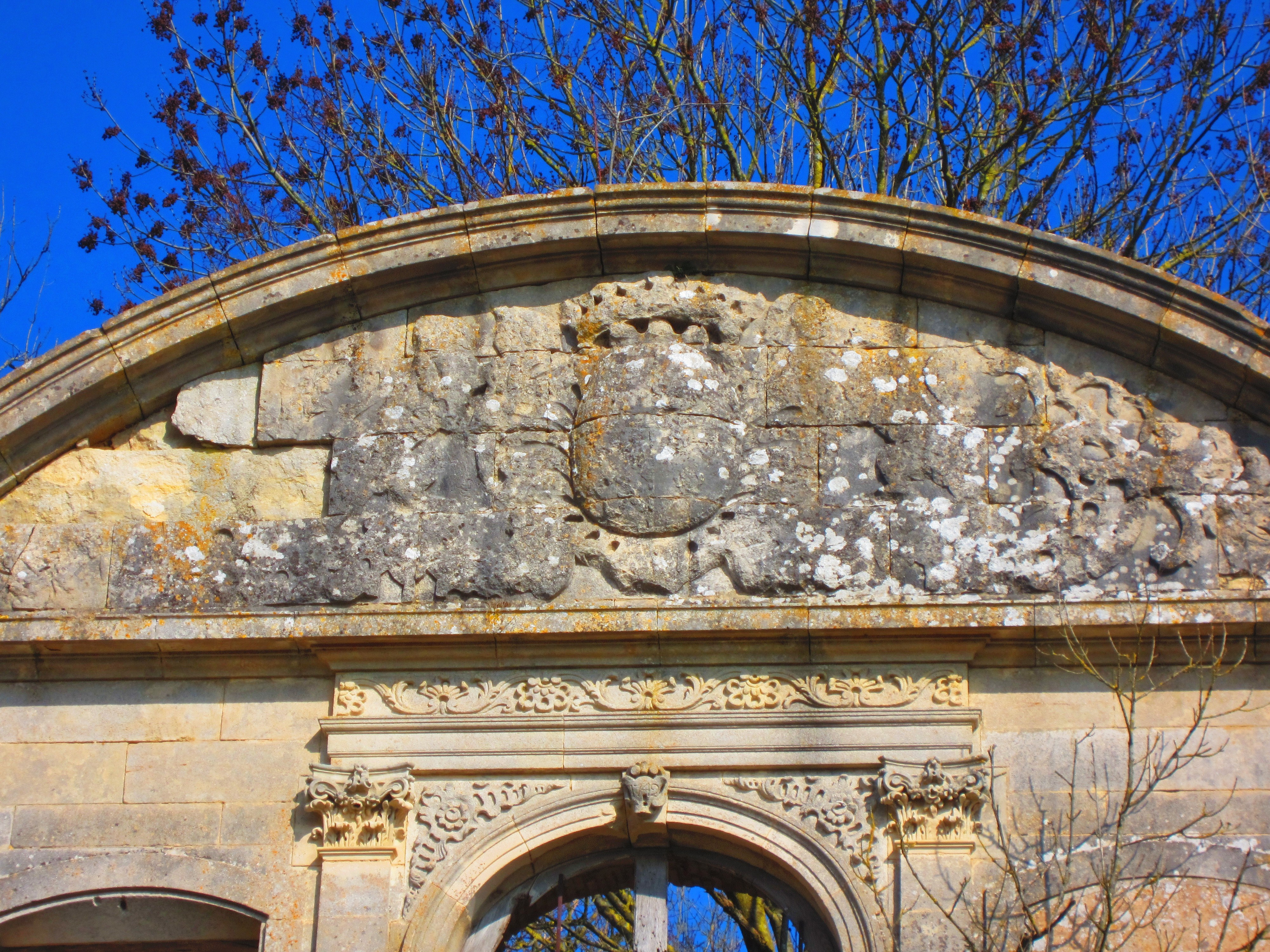
Fronton.
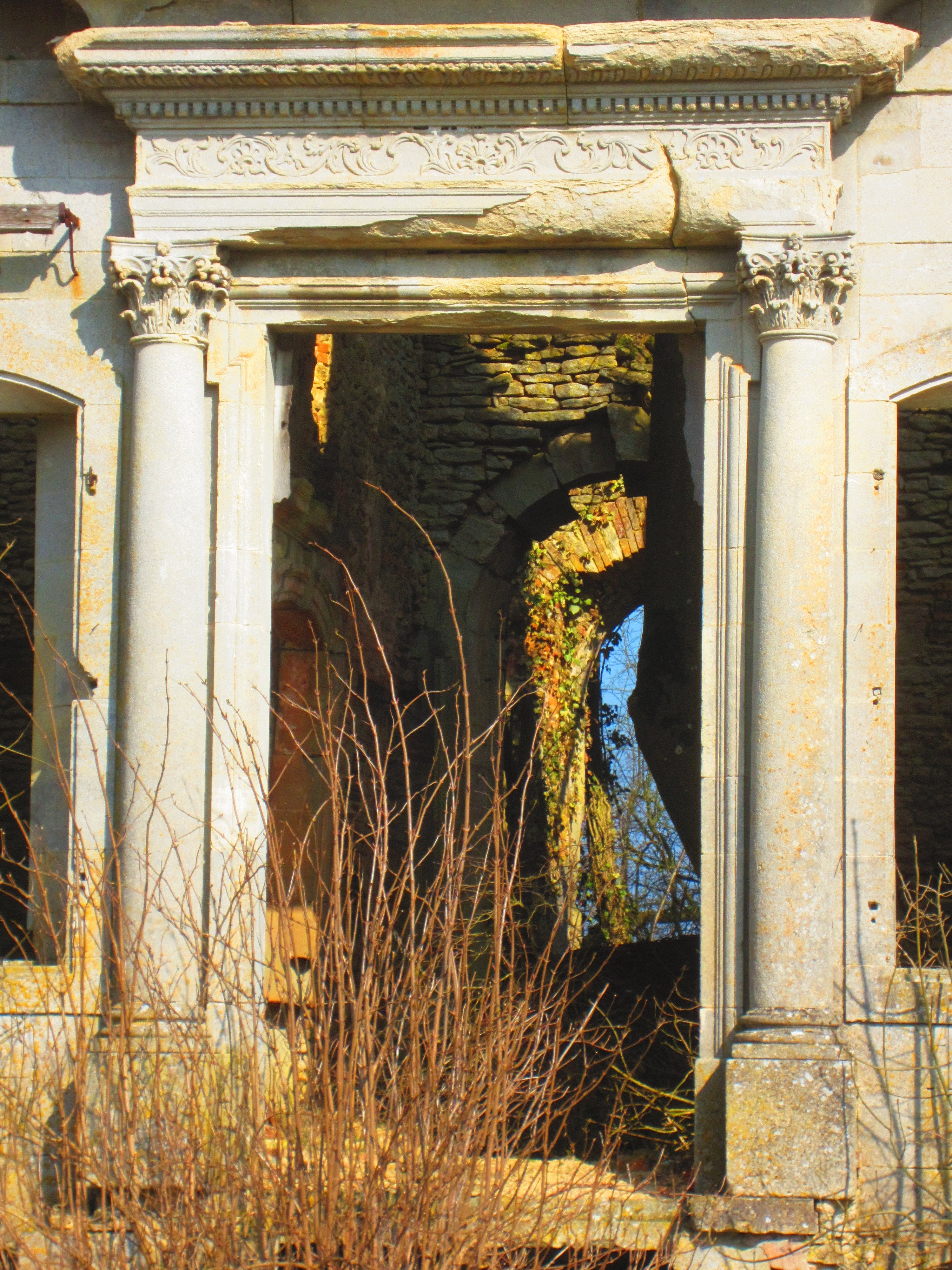
Porte.

## Protection
Les ruines de l'abbaye de Saint-Benoit-en-Woëvre en totalité font l'objet d'une inscription au titre des Monuments historiques par arrêté du 9 octobre 2024.

## Filiation et dépendances
Fille de Morimond, l’abbaye de Saint-Benoît a envoyé dès 1156 ses religieux fonder l’abbaye de Lisle-en-Barrois. Elle est dès le départ largement dotée

### Anciennes possessions
En juin 1239, Henri Ier de Bar, comte de Bar, donne à l’abbaye la dîme de Noviant-en-Hey. En 1255 Varnier, abbé de Saint-Benoît, et le comte Thiébaut font un traité pour tout ce qu’ils possèdent au ban de Lahaymeix et en celui de Saint-Germain, traité confirmé par le duc Robert en 1382 et par le cardinal Louis de Bar en 1419. Le même Thiébaut conclut en 1275 avec l’abbé Ferri un autre traité pour ce que tous deux possèdent à Wacecourt.

### AuXVIIesiècle
Le 23 décembre 1680  un dénombrement montre que l’abbaye possède les terres et seigneuries de Hazavant, de Champfontaine, de Solry, de la Francheville, d’Ansoncourt, de Longeau, de Bouzonville, du fief de la Cour avec droit de haute, moyenne et basse justice. A Laheymeix et à Hadonville, elle ne les possède que pour moitié. D’après cet acte, elle perçoit toutes les dîmes à Bouzonville et à Laheymeix et une partie de celles d’Haumont, Hannonville, Mécrin et Brasseitte, Rumont, Saint-Maurice-sous-les-Côtes, Bassaucourt, Xivray, Rambucourt et Ressoncourt, Vigneulles, Noviant-aux-Prés, Lachaussée. L’ermitage et la chapelle de Saint-Maurice près de Bouzonville ; une chapelle et une masure au château de Lachaussée en dépendent également.

### AuXVIIIesiècle
Au XVIIIe siècle l’abbaye possédait : 
- la nouvelle abbaye et les anciens bâtiments ;
- six fermes, une marcairerie, de nombreux étangs, et divers lots de terres et de prés, à Saint-Benoît ;
- une métairie à Beney, et une autre à Haumont ;
- une maison avec jardin à Lachaussée ;
- un moulin et une ferme à Lahaymeix ;
- d’autres propriétés, gagnages, terres et prés, étaient situés sur les territoires de Jonville, Combres, Hadonville, Hannonville, Rambucourt, Lacroix, Bannoncourt, Maizey, Woimbey, etc. Tous ces biens, confisqués par la Révolution, sont vendus de 1791 à 1794[12].

## Liste des abbés de Saint-Benoît-en-Woëvre
- Albert, premier abbé, dirige le monastère de 1144 à 1129.
- Joscelin semble lui succéder.
- Lambauld I, 1147-1158.
- Scunin, 1158.
- Lambauld II, 1174. Il obtient du pape Lucius III une bulle confirmative en 1182.
- Gennus, 1182-1196.
- Brunon, 1200.
- Etienne, 1246,-1251.
- Varnier, 1255-1260.
- Ferry, 1269-1285.
- Louis, 1285.
- Jehan de la Chaulce.
- Pierre I, 1292-1296.
- Géminon,  1298.
- Pierre II, 1301-1334.
- Henry, 1336-1338.
- Habert d’Asperge, 1356-1357.
- Milon, 1363-1367.
- Jean II, 1372.
- Jean III de la Chaussée, 1381-1396.
- Viric ou Warry de Vigneulle, 1397.
- Jean IV d’Abiéville, 1409,-1437.
- Jean V Gehoretii de Courouvre, 1437-1438.
- Jean VI de Courone, 1440-1452.
- Nicolas Adam de Saint-Mihiel, 1481-1495.
- Jean VII de la Chaussée, 1502-1518.
- Jean VIII de Koeures, 1524-1528.
- Pierre III Daulnoy, 1530-1552.
- Jean IX Daulnoy, 1550-1572.
- François Maldonne, 1575-1582.
- François de Séraucourt, 1584 ; abbé de Morimond en 1590.
- Claude de Cumon, 1625-1650.
- Antoine de Vautrombois, 1661-1672.
- Michel Gyiton, 1674. trappiste en 1684.
- Pierre IV Cuvier, 1684-1692.
- René Josse, 1692-1709.
- Jean de La Ruelle, 1709-1735,
- Jean Collenel, 1740. II fait réédifier l’abbaye et son église en 1741 et meurt le 1er avril 1764.
- Stanislas-Catherine Alliot, nommé par le roi Stanislas en 1761. A la Révolution, il se retire à Nancy où il meurt dans la misère[12],[14].